# Maia Najul
Maia Najul Rosas (Tunuyán, 12 de abril de 2003) es una jugadora de voleibol de playa argentina.

## Carrera
Comenzó a jugar voleibol desde niña en su ciudad natal, en 2014 en los Juegos Evita, fue invitada a pasarse al voleibol de playa en 2015, y compitió con Carla De Brito en 2001 en el Circuito de Rosario y los Juegos Panamericanos Junior de Cali; en el circuito nacional 2021 compitió con María Laura Moreno, y en el mismo año debutó en el Circuito Mundial junto a Cecilia Peralta en el torneo cuatro estrellas de Itapema, válido para el circuito mundial. En 2022 compitió en las Finales CSV de Uberlândia y en el Future of the World Tour (Pro Tour) en Giardini-Naxos y logró el bronce en el Future of the World Tour (Pro Tour) en Giardini-Naxos y logró el bronce en el Future de Lecce, A finales de ese mismo año, consiguió una medalla de bronce junto a Morena Abdala y clasificó al Mundial de Vóley Playa Sub-21. Inició el 2023 obteniendo el campeonato de la segunda etapa del Circuito Argentino de Vóley de Playa en Mar de Ajó, en dupla con Belén Enriquez, y logró subirse al podio en el Circuito Argentino, teniendo como meta la clasificación a los Juegos Olímpicos de París 2024. En 2024 ganó el Circuito Nacional de Beach Vóley en su ciudad natal, Tunuyán.